# Epidelaxia obscura
Epidelaxia obscura är en spindelart som beskrevs av Simon 1902. Epidelaxia obscura ingår i släktet Epidelaxia och familjen hoppspindlar. Inga underarter finns listade i Catalogue of Life.